# باميلا سمارت
باميلا آن سمارت (بالإنجليزية: Pamela Ann Smart)‏ (من مواليد 16 أغسطس 1967) تقضي حكما بالسجن مدى الحياة لاشتراكها في القتل من الدرجة الأولى، والتآمر لارتكاب جريمة قتل واعتبراها شاهده على العبث في نيو هامبشاير. وأدينت بتهمة التآمر مع عشيقها(ويليام فلين) وثلاثة من أصدقائه من فلين على قتل زوجها 24 عاما، وغريغوري سمارت في ديري ، نيو هامبشير في عام 1990.